# 聖ペテロの磔刑 (カラヴァッジョ)
『聖ペテロの磔刑』（せいペテロのたっけい、伊: Crocifissione di san Pietro、英: Crucifixion of Saint Peter）は、17世紀イタリア・バロック期の巨匠ミケランジェロ・メリージ・ダ・カラヴァッジョが1601年にキャンバス上に油彩で制作した絵画である。ローマのサンタ・マリア・デル・ポポロ聖堂のチェラージ礼拝堂のためにカラヴァッジョが描いた2点の絵画のうちの1点で、同礼拝堂の向かって左側に掛けられている (右側には『聖パウロの回心』がある)。『新約聖書』外典の「ペテロ行伝」に記述される使徒聖ペテロの磔刑が主題の、カラヴァッジョの最高傑作のうちに数えられる作品である。

## 委嘱
ティベリオ・チェラージ (1544-1601年) はローマ生まれの法律家で大学の学長にも選ばれた優れた人物であり、カラヴァッジョと契約した当時はローマ教皇庁会計院のトップである財務長官の要職についていた。肝臓の病で苦しんだ彼は1598年に遺書を書き、1601年5月に療養先フラスカーティの別荘で世を去った。

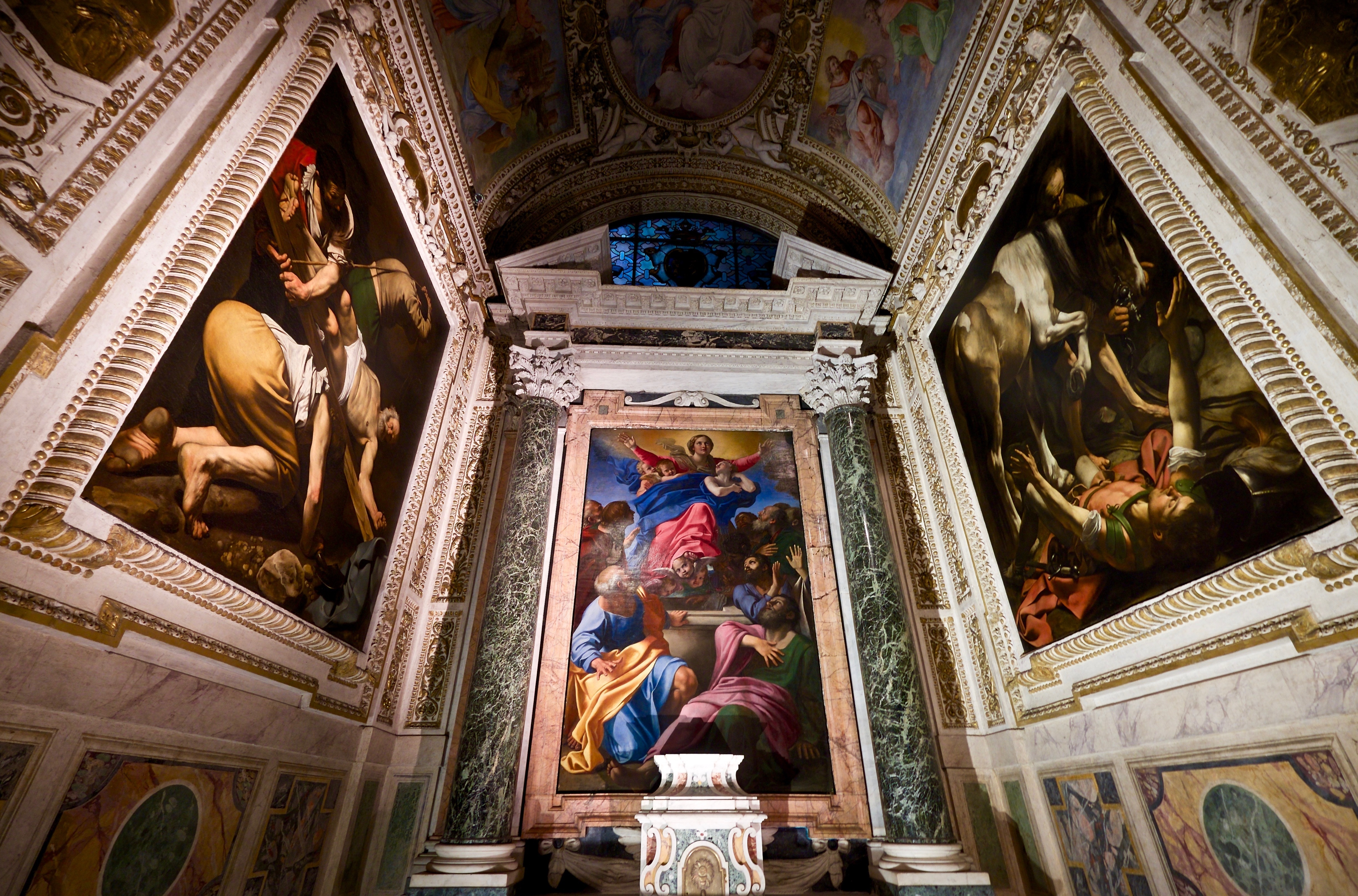
チェラージ礼拝堂内部。中央はカラッチの『聖母被昇天』、左はカラヴァッジョの『聖ペテロの磔刑』、右はカラヴァッジョの『聖パウロの回心』

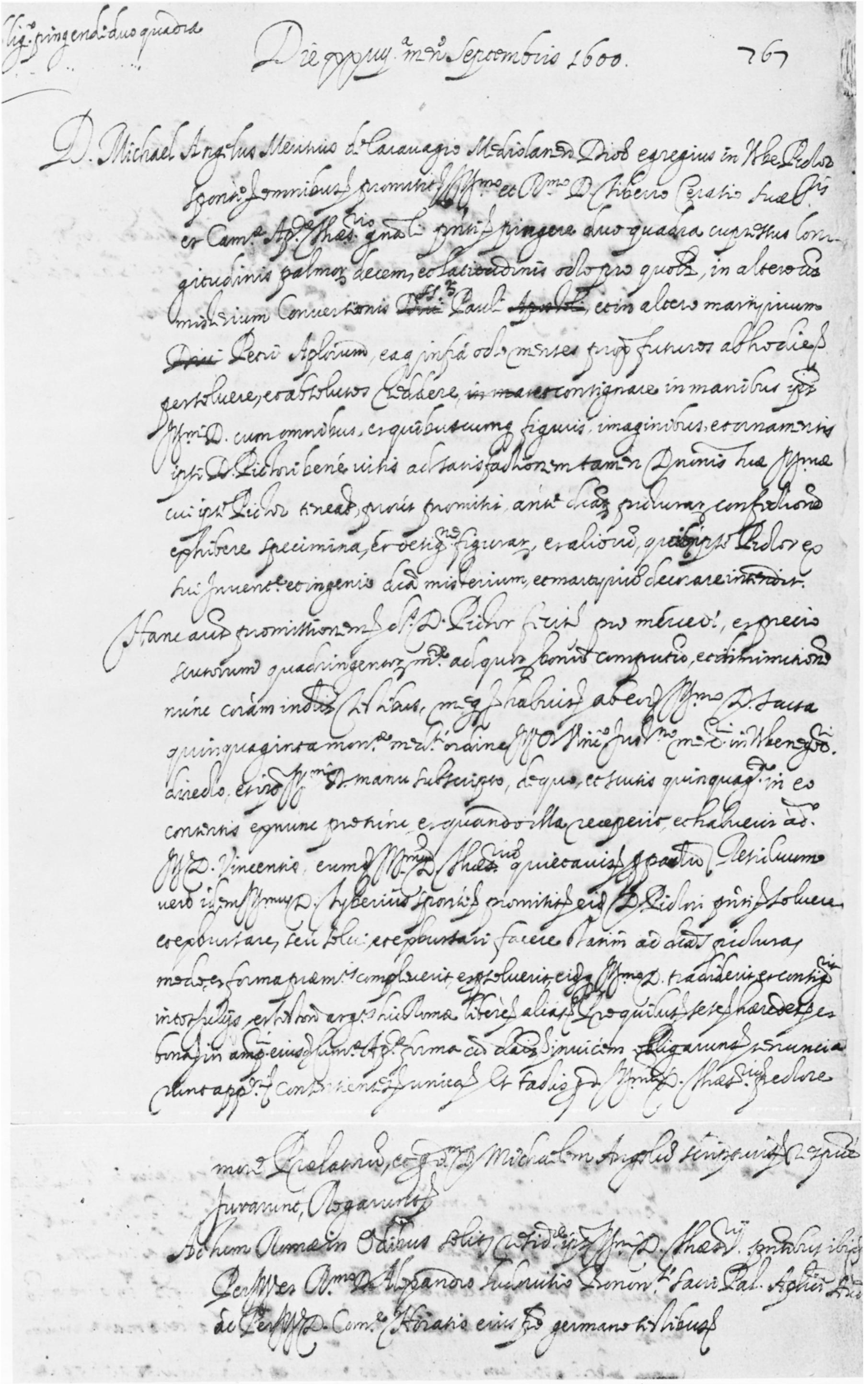
カラヴァッジョとチェラージの間で取り交わされた契約書のコピー

前年の7月にチェラージは自身の墓所にするつもりで、サンタ・マリア・デル・ポポロ聖堂の礼拝堂の権利を入手し、死後の名声のために最も優れた美術家たちに礼拝堂の改築と装飾を依頼した。かくして、礼拝堂の改築・拡張はサン・ピエトロ大聖堂の主任建築家カルロ・マデルノに、中央の祭壇画『聖母被昇天』の制作と天井のフレスコ画の意匠はアンニーバレ・カラッチに、そして左右側壁の絵画『聖パウロの回心』と『聖ペテロの磔刑』はカラヴァッジョに依頼されたのである。
ちなみに、カラッチはカラヴァッジョに先立って祭壇画の委嘱を受け、左右側壁の絵画も本来はカラッチに委嘱されるはずであった。しかし、カラッチは仕えていたファルネーゼ家に呼ばれて、仕事を中断しなければならなくなったため、カラヴァッジョに側壁の絵画が依頼されることになったのである。この時点で、チェラージは礼拝堂を2人の非公式の競合の場としようとしたにちがいない。さらに、2人の若い天才画家が相対するこの空間では両者の優越が比較され、目の肥えたローマの人々の厳しい批評眼に晒されるのは必至だった。カラヴァッジョ自身も、かねてから一目置き、自身と同時期に大きな称賛と注目を集めていたカラッチにライヴァル意識を抱き、依頼された『聖パウロの回心』と『聖ペテロの磔刑』に意欲的に取り組んだはずである。
カラヴァッジョとチェラージの間で交わされた1600年9月24日の契約書では、糸杉の板に『聖パウロの回心』と『聖ペテロの磔刑』を8か月以内に描くことなどが定められていた。しかし、現在、礼拝堂にある両作品は板ではなくキャンバスに描かれている。この理由について、画家兼著述家であったジョヴァンニ・バリオーネは以下のように伝えている。
「これらの絵は、初め異なった手法 (マニエラ) で描かれたが、注文主に気に入られなかったため、サンネジオ枢機卿がそれらを引き取った。そのあとに同じカラヴァッジョが、今日見るところのこれらの絵を油彩で描いたのである」。
ここで、バリオーネがいっている「手法」とは板絵のことだと思われる。フレスコ画の『ユピテル、ネプトゥヌスとプルート』 (ヴィッラ・ルドヴィーシ、ローマ) 以外、カラヴァッジョの作品はほとんどすべてキャンバスに油彩で描かれており、例外はチェラージ礼拝堂に最初に描かれたというヴァージョンと『ゴリアテの首を持つダヴィデ』 (美術史美術館、ウィーン) だけである。

カラヴァッジョの『聖パウロの回心』 (第1ヴァージョン)、オデスカルキ・コレクション、ローマ

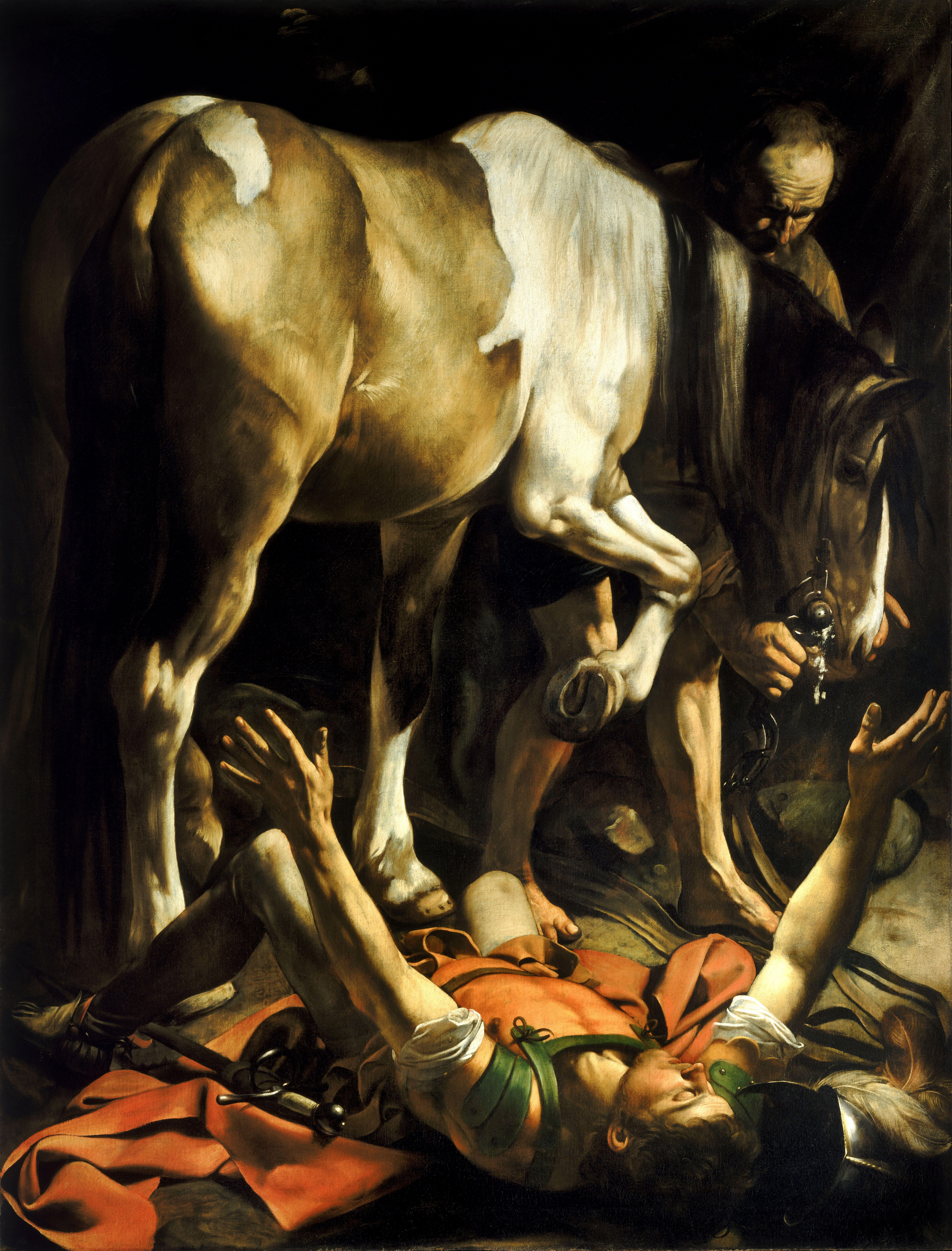
カラヴァッジョの『聖パウロの回心』 (第2ヴァージョン)、サンタ・マリア・デル・ポポロ聖堂 (チェラージ礼拝堂)、ローマ

カラヴァッジョが板に描き、ジャコモ・サンネジオ枢機卿が購入した『聖パウロの回心』と『聖ペテロの磔刑』の第1ヴァージョンはその後、行方不明となった。しかし、いったんスペインの貴族の手に渡ったことが判明しており、『聖パウロの回心』の第1ヴァージョンはジェノヴァのバルビ家の所有を経て、1943年にローマのオデスカルキ (Odescalchi) ・コレクション中に発見された。その一方で、本作『聖ペテロの磔刑』の第1ヴァージョンは行方がわからない。
最近の研究では、『聖パウロの回心』と『聖ペテロの磔刑』の第1ヴァージョンはいったん礼拝堂内に設置されてから、かなりの期間そのままになっていた可能性がある。建具師への支払いが完了する1605年5月までの4年間のうちに、カラヴァッジョはそれらを現在見ることのできる第2ヴァージョンに置き換えた。なお、上述のバリオーネはカラヴァッジョのライヴァルであったため、その証言は割り引いて考える必要がある。「注文主 (チェラージ) に気に入られなかったため」ということ自体、考えられない。第1ヴァージョンは素描によって図像などがチェラージに了承されてから描かれた上、第1ヴァージョンが完成した時にチェラージはすでに世を去っていたからである。チェラージの死後、新たなカラヴァッジョの庇護者となったコンソラツィオーネ病院の同心会が描き直しを指示した可能性はある。しかし、第1ヴァージョンが撤去されたのは、画家の意思であったのかもしれない。
実際、『聖パウロの回心』の第1ヴァージョンに関していえば、ごちゃごちゃした構図にモティーフを過剰に詰め込んだことで、窮屈なものとなっている。一方、フレスコの歴史画で鍛え抜かれたカラッチの『聖母被昇天』は大勢の人物が的確な身振りで無駄なく主題を表現しており、カラヴァッジョの『聖パウロの回心』の第1ヴァージョンに優位を示す結果になった。ともかく、カラヴァッジョは作品のより高い完成度を求めて、あえて大胆に描きなおすことを辞さなかったのである。

## 作品
『新約聖書』外典によれば、ペテロが迫害を逃れてローマを出ると、イエス・キリストと出会った。驚いたペテロは「主よ、どちらに行かれるのですか」と問う。キリストは十字架に架けられるためローマに行くと答えるが、それを聞いたペテロは我に返り、ローマに戻って磔刑に処せられることになる。この時、ペテロは頭を下に逆さまにしてくれといい、十字架に架けられた時、これこそが人間が生れてきた時の姿だといったと伝えられる。

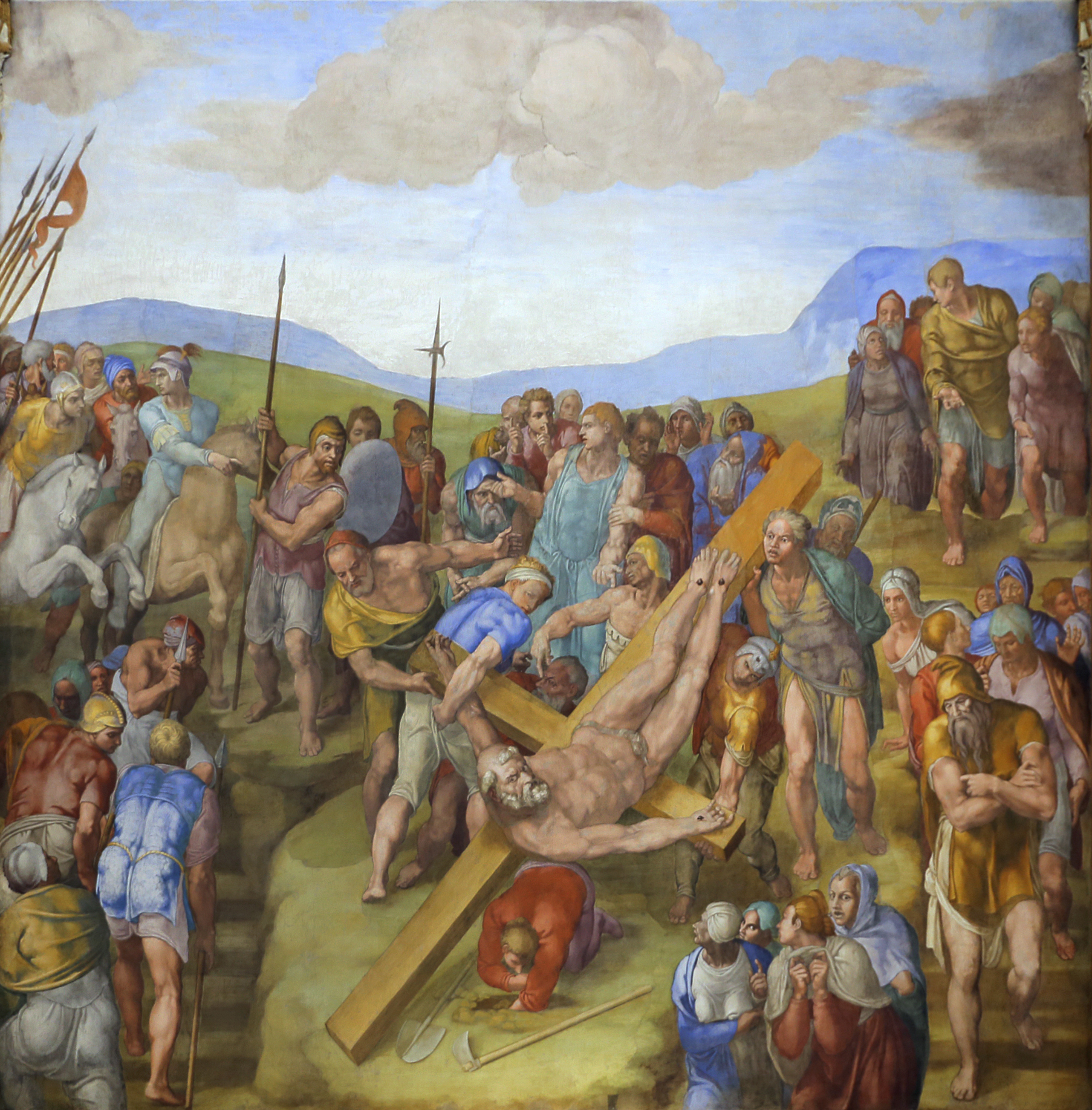
ミケランジェロ『聖ペテロの磔刑 (ミケランジェロ)』 (1546-1550年)、パオリーナ礼拝堂 (ヴァチカン宮殿)、ローマ

ペテロの磔刑という主題の絵画では、伝統的に逆さまに立てられた十字架にペテロが架けられる姿が描かれてきた。しかし、ルネサンス期の巨匠ミケランジェロのフレスコ画『聖ペテロの磔刑 (ミケランジェロ)』 (パオリーナ礼拝堂、バチカン宮殿) は、まったく独創的にペテロが逆さまに架けられた十字架を職人たちが立てるところを描いた。カラヴァッジョもこの図像をミケランジェロに倣っている。これは、注文主のチェラージ、あるいは助言者であったヴィンチェンツォ・ジュスティニアーニが望んだか、指示したからかもしれない。というのも、偉大なミケランジェロと当代の名手カラヴァッジョを競作させようとする発想だったともいえるからである。これは、カラヴァッジョにとっても、意欲をそそる要求だったにちがいない。
ミケランジェロが場面を壮大なヴィジョンとして描いたのに対し、カラヴァッジョが表しているのは鑑賞者と変わらない姿のペテロが磔刑に処せられる現場である。暗闇の背景は、鑑賞者の視線を強な光に照らし出された人物たちに引き寄せる。ペテロは英雄的な殉教者でもなく、ミケランジェロが描いたようなヘラクレス的な英雄でもなく、死を恐れ、苦痛に悶える老人である。黙々と処刑を執行する3人の労働者は、カラヴァッジョと同時代の建設労働者のような姿をしている。画家は、前景左側の労働者の黄色い衣服を纏った臀部や汚い足とともに表される醜い動作を通して、ペテロの死が英雄的なドラマなどではなく、惨めで恥辱的な処刑であったことを鑑賞者に想起させる。

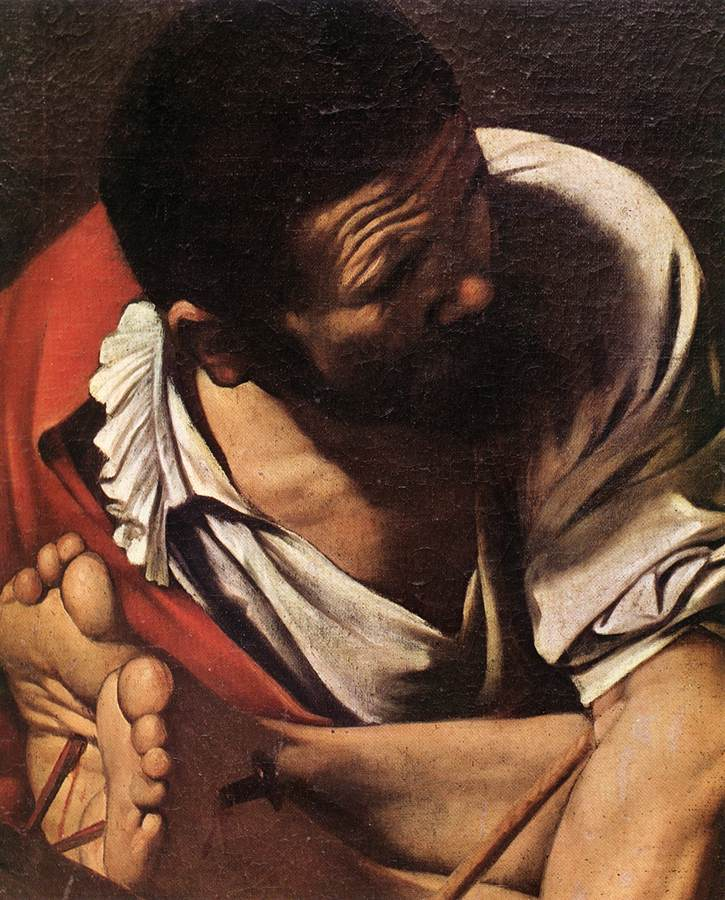
顔を見せている労働者

画家は人物の数を最小限に切り詰め、彼らをズームアップしている。3人の労働者の中で1人だけが顔を見せているが、その顔は半ば闇に沈んでいる。十字架は左から右上へと持ち上げられるところで、その動きに対抗するかのようにペテロは身を起こして、頭を上げている。ペテロはわずかに口を開いて、人々に語りかけているところである。罪深い人間は頭を下にして生まれてくるのである、と。画面下部中央に描かれた石は、カトリック教会がその上に建てられた石にほかならない。
本作は、汚れた労働者の足や、スコップ、ペテロの肉体といった写実描写が目を惹き、称賛されてきた。しかし、その基礎となっている人物の確固とした形態や絶妙なバランスが保たられた構図が、この絵画の魅力の源泉である。修復家によると、絵画にはペンティメンティ (描き直し) はほとんど見られない。カラヴァッジョは、おそらく難なく描いたにちがいない。